# Чергаші
Чергаші́ (рос. Чергаши, чув. Чĕркаш) — присілок у складі Чебоксарського району Чувашії, Росія. Входить до складу Лапсарського сільського поселення.
Населення — 243 особи (2010; 176 у 2002).
Національний склад:
- чуваші — 93 %